# Montalbán
Montalbán è un comune spagnolo di 1 477 abitanti situato nella comunità autonoma dell'Aragona.
Assieme a Utrillas costituisce il capoluogo della comarca delle Cuencas Mineras.
Da segnalare la Iglesia del Apóstol Santiago el Mayor del XIV secolo in stile gotico con marcate influenze del mudéjar. L'edificio faceva parte di un castello che andò distrutto nella prima metà dell'Ottocento, durante le Guerre Carliste. Altro pregevole edificio gotico presente nell'abitato è il Torreón de la Carcel, sempre del XIV secolo.